# General-Neumann-Denkmal
Das General-Neumann-Denkmal (auch Neumanndenkmal genannt) in Cosel war ein Denkmal zur Erinnerung an den preußischen Generalmajor David von Neumann (1734–1807), der als Verteidiger der Festung Cosel im Jahr 1807 bekannt wurde. Das Denkmal wurde in der Oderbastion errichtet, später kam es in die Oderpromenade.

## Geschichte und Beschreibung
Das Denkmal ließ der preußische König Friedrich Wilhelm III. (1770–1840) im Januar 1810 errichten. Es bestand aus einem gusseisernen Obelisken mit Inschriften.
Auf der Vorderseite:
Friedrich Wilhelm III.

dem

heldenmütigen Verteidiger

Cosels.
Auf der Rückseite:
David von Neumann

Königl. Preuß. Generalmajor

Und Kommandant dieser Veste

Gebohren den XXVIII August MDCCXXXV

bei Wehlau in Preußen.

Gestorben den XVI April MDCCCVII

zu Cosel.
Auf dem Gedenkstein steht fehlerhaft Wehlau als Geburtsort, anstelle von Königsberg.
Das Denkmal war umgeben von einer Umfriedung aus Metall, vor dem Denkmal standen zwei Pyramiden aus Kanonenkugeln. In den 1920er Jahren wurde das Denkmal in die Oderpromenade umgesetzt und das Gelände um den Gedenkstein umgestaltet. Die zwei Pyramiden wurden ersetzt durch vier Pyramiden, die um den Gedenkstein herum aufgestellt wurden.
Um 1945 wurde das Denkmal zerstört. Reste des Fundaments (Treppe) sind verblieben.